# Герлах, Людвиг Фридрих Леопольд
Людвиг Фридрих Леопольд фон Герлах (17 сентября 1790, Берлин, Пруссия — 10 января 1861, Сан-Суси близ Потсдама) — прусский военный деятель, Генерал инфантерии и политик консервативного толка.

## Биография
Сын обер-бургомистра Берлина Карла Фридриха Леопольда фон Герлаха. Брат Эрнста Людвига фон Герлаха, политика и писателя.
Учился в гимназии Иоахимсталь. С 1803 года служил в прусской армии.
Участвовал в Наполеоновских войнах 1806—1807 и 1813—1816 годов. Сражался в Битве при Йене и Ауэрштедте (1806).
Во время Освободительной войны в Германии принимал участие в сражениях при Лютцене, Баутцене, на реке Кацбах, в Битве народов, Ла-Ротьере, взятии Парижа (1814), Линьи и Вавре. Был несколько раз ранен и награждён орденами Железного Креста обоих классов.
После заключения Тильзитского мира изучал право в университетах Гёттингена и Гейдельберга. В 1812 году был назначен юридическим секретарём в правительстве Потсдама.
В октябре 1815 года в чине капитана переведен на службу в Генеральный штаб Пруссии, с марта 1821 года — майор Генерального штаба III армейского корпуса.
В 1826 году он был назначен адъютантом к принцу Вильгельму Прусскому (впоследствии императору германскому), и тогда же произошло его сближение с кронпринцем прусским (будущим королём Фридрихом Вильгельмом IV), пиэтистские и консервативные убеждения которого он полностью разделял.
В 1838 г. Герлах стал полковником и начальником генерального штаба III армейского корпуса. С августа по сентябрь 1842 года некоторое время был командиром 1-й гвардейской бригады ландвера. В 1844 году стал генерал-майором.
В 1849 году был генерал-лейтенантом и назначен генерал-адъютантом короля Фридриха Вильгельма IV. Пользуясь полным его доверием, фон Герлах усердно работал в пользу церковной и политической реакции. Сподвижник Отто фон Бисмарка.
С мая 1859 года — Генерал инфантерии.
Оставил обширные записки, часть которых, касающаяся его пребывания при Санкт-Петербургском дворе, в свите принца Вильгельма, переведена на русский язык и напечатана в «Русской старине» 1892 г.

## Награды
Королевства Пруссия:
- Железный крест 1-го класса (1815)[4] и 2-го класса на чёрной ленте
- Крест за выслугу лет[нем.]
- Орден Святого Иоанна Иерусалимского, почётный рыцарь (1832, Ehrensritter)[5]; рыцарь по праву (1855, Rechtsritter)
- Орден Красного орла 4-го класса (1836)[6]
- Орден Красного орла 3-го класса с бантом (1839)[7]
- Орден Красного орла 2-го класса с дубовыми листьями (1845)[8], звезда к ордену с дубовыми листьями (1851)[9]
- Орден Красного орла 1-го класса с дубовыми листьями (1852); бриллиантовые украшения (1856)
- Королевский орден Дома Гогенцоллернов, большой командорский крест (1851)

Российской империи:
- Орден Святого Владимира 4-й степени с бантом (28 июля 1814)[10]
- Орден Святой Анны 2-й степени (30 марта 1826); алмазные украшения (10 марта 1828)[11]
- Орден Святого Владимира 3-й степени (1843)
- Орден Святой Анны 1-й степени с алмазными украшениями (22 мая 1851)[12]
- Орден Белого орла (1852)
- Орден Святого Александра Невского (1856)

Прочие:
- Орден Белого сокола, командорский крест (командорский крест 2-го класса)
- Орден Заслуг, большой крест (1844, королевство Саксония)[13]
- Орден Даннеброг, большой крест (1848, королевство Дания)[14]
- Орден Генриха Льва, большой крест (1849, герцогство Брауншвейг)
- Орден Железной короны 1-го класса (1849, Австрийская империя)
- Королевский Гвельфский орден, большой крест (1851, королевство Ганновер)[15]
- Австрийский императорский орден Леопольда, большой крест (1852, Австрийская империя)
- Орден Заслуг Святого Михаила, большой крест (1853, королевство Бавария)[16]
- Орден Вильгельма[нем.], большой крест (23 июля 1853, курфюршество Гессен)[17]
- Орден Фридриха, большой крест (1856, королевство Вюртемберг)[18]
- Династический орден Альбрехта Медведя, большой крест (1857)